# Лейсти

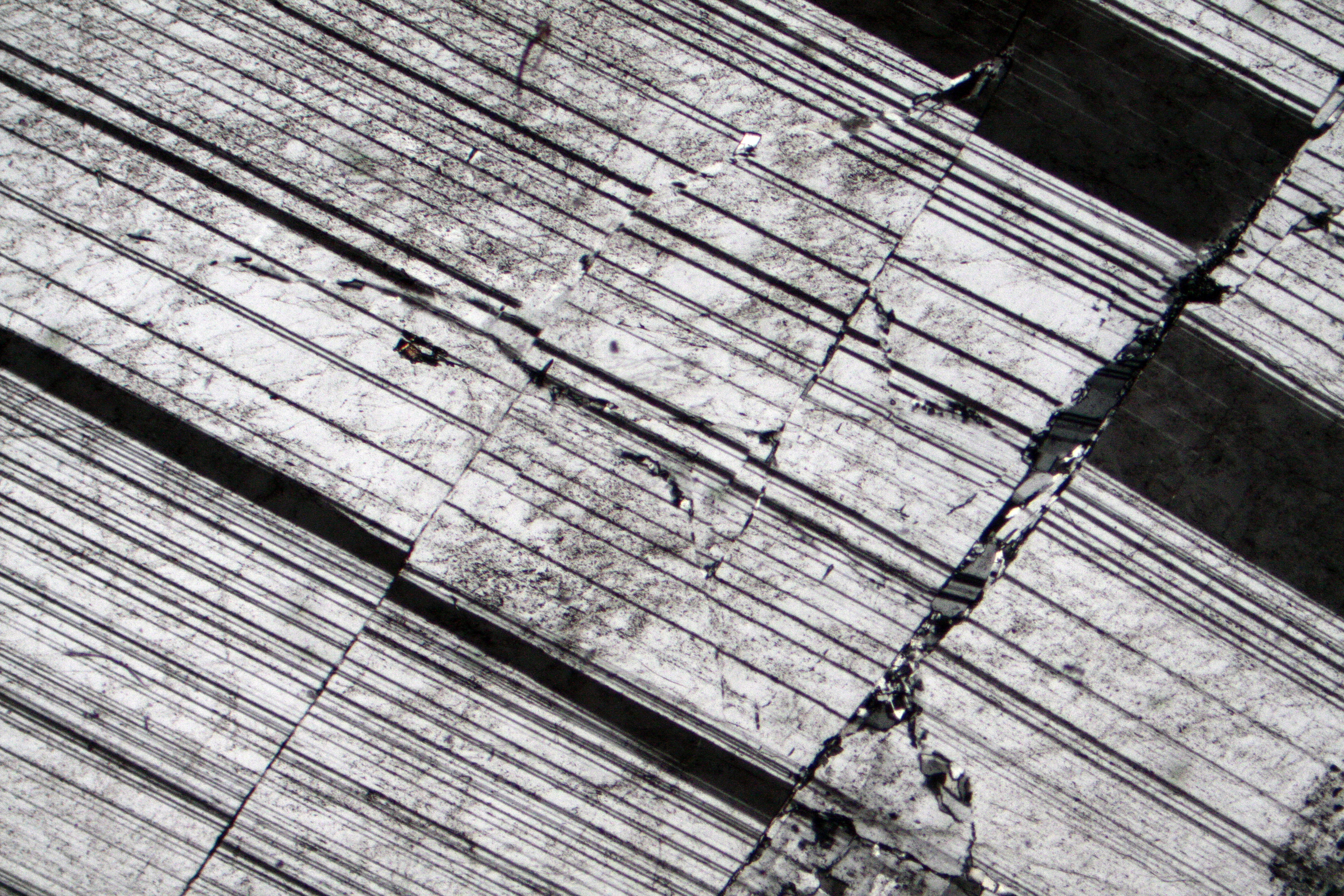
Лейсти плагіоклазу.

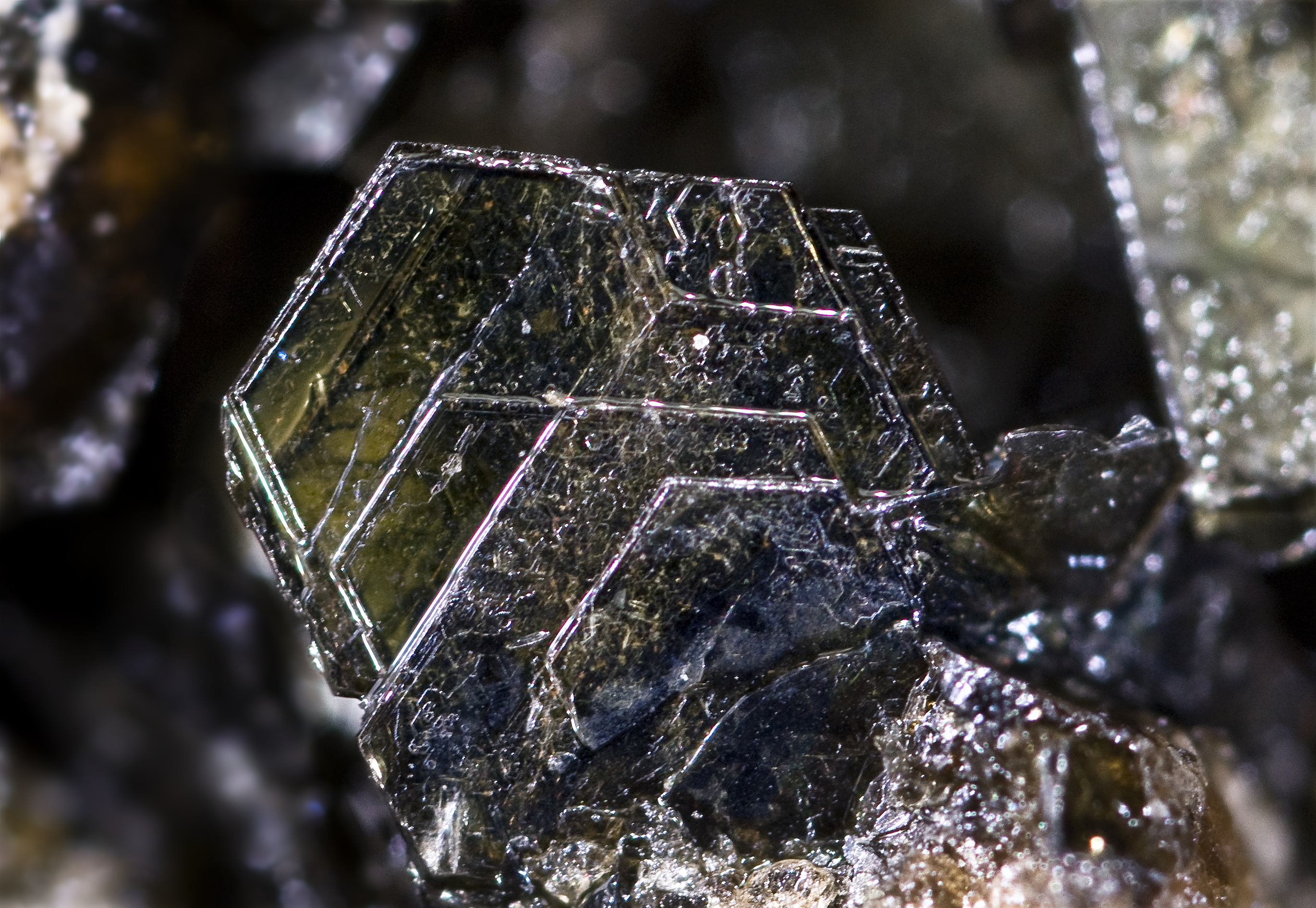
Лейсти біотиту.

Лейсти — (нім. Leiste — планка, брусок) — подовжені плоскі таблиці або призми мінералу, наприклад, плагіоклазу в породах офітової структури або витягнуті тонкі пластинки біотиту в пегматиті тощо. Термін стосується форми індивідів мінералу. Розміри в даному випадку не беруться до уваги.